# Kyrkoköpinge kyrka
Kyrkoköpinge kyrka är en kyrkobyggnad  på en höjd i byn Kyrkoköpinge vid vägen mellan Trelleborg och Gylle. Den tillhör Dalköpinge församling i Lunds stift. Före 2002 tillhörde kyrkan Kyrkoköpinge församling.

## Historia
Kyrkan uppfördes troligen under senare delen av 1100-talet och byggdes i romansk stil. Ursprungligen bestod kyrkan av ett långhus, ett kor och en absid. Den hade ett platt trätak men detta ersattes senare under medeltiden med kryssvalv och då byggdes dessutom ett torn till i väster och ett vapenhus i söder. Valven försågs även med målningar vilka dock kalkades över i samband med reformationen. Vid restaureringen 1894 fann man dem igen, men istället för att ta fram dem bestämde man sig för att förse valven med moderna målningar istället. Först vid restaureringen 1960-1963 togs de medeltida målningarna fram igen så gott det gick.
På grund av närheten till Gylle kyrka hade Kyrkoköpinge och Gylle kyrka under långa tider samma kyrkoherde. 1555 var Kyrkoköpinge kyrka till och med rivningshotad i och med att man ansåg att folket i Kyrkoköpinge lika gärna kunde ta sig till Gylle kyrka.
Ursprungligen hade männen och kvinnorna varsin ingång och männen fick gå in genom vapenhuset i söder medan kvinnorna hade en egen ingång mittemot på långhusets nordvästra sida. Med tiden föll denna sed ur bruk och kvinnoingången murades igen. 1834 revs vapenhuset och ingången ersattes med ett fönster. Istället öppnades den nuvarande huvudingången i tornets västsida.

## Exteriör

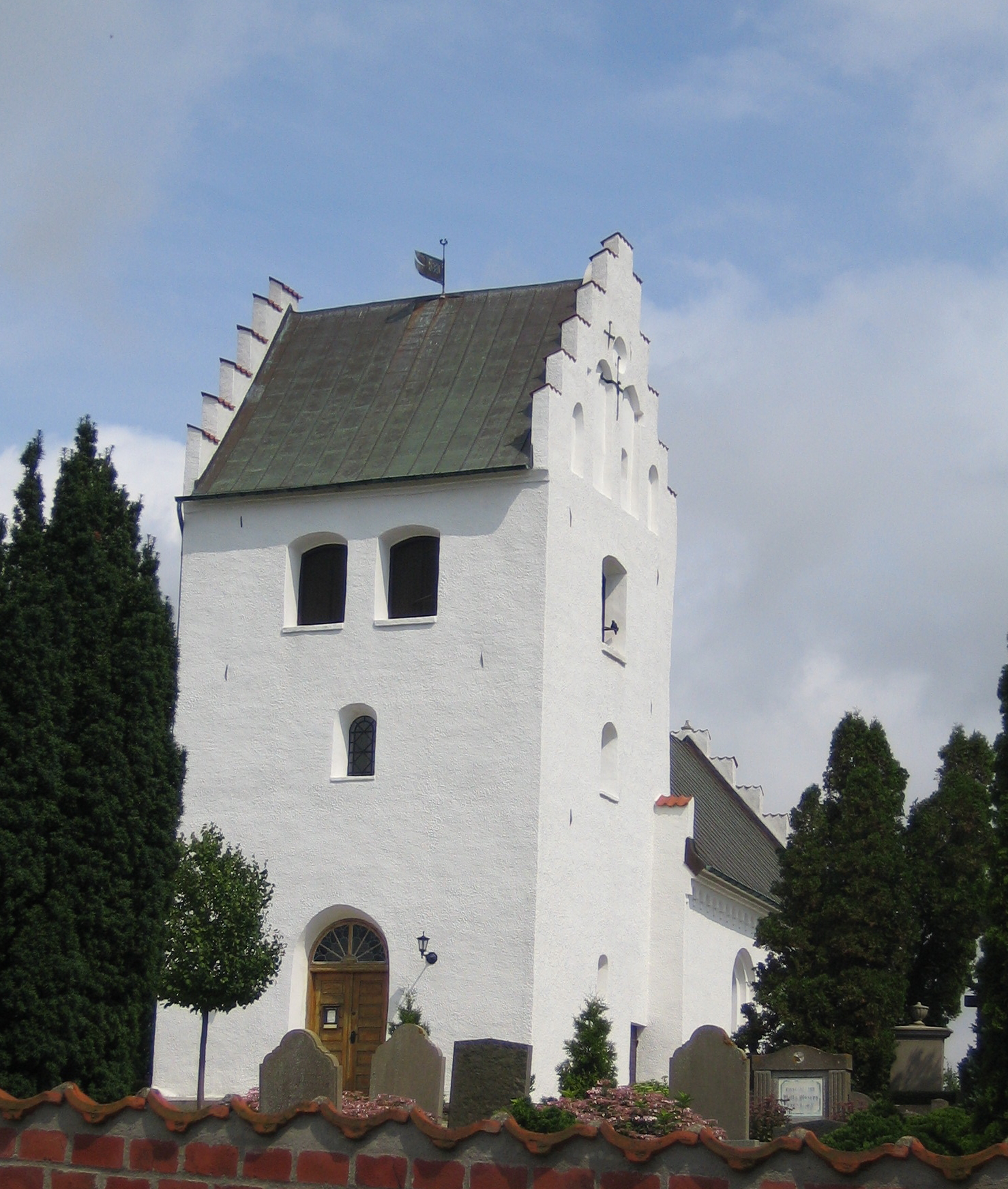
Kyrkoköpinge kyrka sedd från väster.

Den utvändiga längden på kyrkan är drygt 26 meter, varav ungefär hälften utgörs av långhuset, och den utvändiga bredden är cirka 9 meter. Kyrkan är sparsamt utsmyckad på utsidan. Utmed långhusets och korets taklist löper en romansk rundbågsfris och tornet samt långskeppets östra sida är försedda med gotiska trappgavlar. Sedan 1800-talet har kyrkan koppartak men innan dess användes omväxlande tegel och bly som takmaterial. Fönstren är enkla romanska rundbågsfönster. På korets östgavel finns en medeltida prydnad ovanför absidtaket i form av ett i sten hugget mansansikte försedd med en hjälm.

## Interiör och inventarier
Kyrkoköpinge kyrka är enskeppig och indelad i 4 kryssvalvsförsedda  travéer, varav 1 tillhör tornet, 2 långskeppet och 1 koret. Därutöver tillkommer den halvrunda absiden som är försedd med en för prästerna avsedd dörr. 
Den i sydöstra hörnet av långskeppet placerade predikstolen från slutet av 1500-talet är gjord i renässansstil och är försedd med en baldakin. Predikstolen domineras av 4 reliefer som föreställer de 4 evangelisterna Matteus, Markus, Lukas och Johannes upptagna med arbetet med att skriva ned sina respektive böcker. Nedanför figurerna finns också bibelcitat hämtade ur respektive evangelists bok. Vilken evangelist som är vilken avslöjas också av evangelistsymbolerna som också finns avbildade.
Stendopfunten som är placerad i långskeppets nordöstra hörn är liksom kyrkan från 1100-talet och är därmed kyrkans äldsta inventarium. Cuppan är prydd med uthuggna palmettslingor och druvklasar och dopfuntens fot utgörs av ett lejon. Dopfatet från 1600-talets början är gjort av mässing.
I koret står altaruppsatsen från 1631, vilken i likhet med predikstolen är gjord i renässansstil. Altartavlan föreställer Kristi korsfästelse och vid sidan av denna finns träfigurer som återigen föreställer de 4 evangelisterna. Över altartavlan finns texten ECCE AGNVS DEI QVI TOLLET PECATA MUNDI (”Se Guds lamm som borttager världens synder”). På den övre våningen står träfigurer föreställande apostlarna Petrus och Paulus, vilka är försedda med sina traditionella symboler: En nyckel respektive ett svärd. Högst upp på altaruppsatsen står en Kristusfigur. 
I taket hänger ett medeltida träkrucifix vars originalfärger dock inte är bevarade. De numera bleka medeltida valvmålningarna som tog skada under 1894 års restaurering återger bland annat olika berättelser ur bibeln. Ett antal helgon finns också avbildade, däribland S:t Lars, S:ta Katarina, S:t Kristoffer och S:ta Barbara.

### Orgel
- 1839 byggde Anders Larsson, Malmö en orgel med 6 stämmor.
- Den nuvarande orgeln byggdes 1897 av Åkerman & Lund, Stockholm. Orgeln är mekanisk i manualen och pneumatisk i pedalen. Orgeln omdisponerade och utökades med självständig pedal av Olof Hammarberg, Göteborg.

| Manual        | Pedal      | Koppel      |
| Principal 8'  | Subbas 16´ | Man/Ped     |
| Gedackt 8'    |            | Man 16'/Man |
| Oktava 4'     |            | Man 4'/Man  |
| Rörflöjt 4'   |            |             |
| Oktava 2'     |            |             |
| Kvinta 1 1/3' |            |             |